# John R. Neal

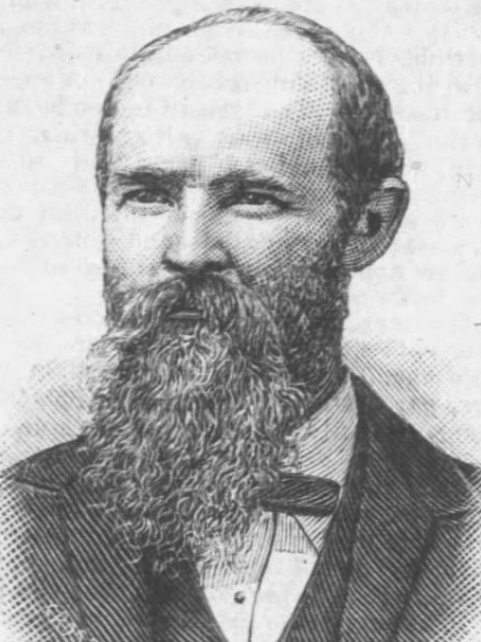
John R. Neal (1884)

John Randolph Neal (* 26. November 1836 bei Clinton, Anderson County, Tennessee; † 26. März 1889 in Rhea Springs, Tennessee) war ein US-amerikanischer Politiker. Zwischen 1885 und 1889 vertrat er den Bundesstaat Tennessee im US-Repräsentantenhaus.

## Werdegang
John Neal besuchte die öffentlichen Schulen seiner Heimat, das Hiwasse College und danach bis 1858 das Emory and Henry College in Emory (Virginia). Nach einem anschließenden Jurastudium und seiner im Jahr 1859 erfolgten Zulassung als Rechtsanwalt begann er in Athens in seinem neuen Beruf zu arbeiten. Während des Bürgerkrieges stieg Neal im Heer der Konföderation bis zum Lieutenant Colonel auf. Nach dem Krieg unterrichtete er für einige Zeit als Lehrer. Schließlich ließ er sich in Rhea Springs nieder, wo er als Anwalt praktizierte.  Gleichzeitig begann er als Mitglied der Demokratischen Partei eine politische Laufbahn.
1874 wurde er in das Repräsentantenhaus von Tennessee gewählt; in den Jahren 1878 und 1879 gehörte er dem Staatssenat an, dessen Präsident er im Jahr 1879 war. In dieser Funktion bekleidete er ex officio auch den Posten des Vizegouverneurs. Bei den Kongresswahlen des Jahres 1884 wurde Neal im dritten Wahlbezirk von Tennessee in das US-Repräsentantenhaus in Washington, D.C. gewählt, wo er am 4. März 1885 die Nachfolge von George Gibbs Dibrell antrat. Nach einer Wiederwahl konnte er bis zum 3. März 1889 zwei Legislaturperioden im Kongress absolvieren.
Im Jahr 1888 verzichtete Neal aus gesundheitlichen Gründen auf eine weitere Kandidatur. Er starb nur drei Wochen nach Ablauf seiner letzten Legislaturperiode am 26. März 1889 in Rhea Springs.